# Roman Zach
Roman Zach es un actor checo. Nació el 13 de junio de 1973 en Ústí nad Labem, Checoslovaquia.

## Biografía
Estudió en una escuela técnica secundaria en Děčín. Posteriormente estudió en DAMU en Praga.

## Teatro

### Prague Chamber Theatre
- Kanibalové .... Gitano
- Qartet .... Valmont
- Reconstrukce .... Prof. Richard Kraus/Dr. Karel Kraus
- Parsifal .... Parsifal
- Vodičkova-Lazarská .... O
- Předtím/Potom .... Phillipp
- Elfriede Jelinek .... Spotštyk
- Žizkov .... Franta
- Světanápravce .... Rrctor
- Utrpení knížete Sternehoocha .... Trhan
- Nadváha, nedůležité: Neforemnost ..... Jürgen
- Karlovo náměstí .... Jrnda
- Snílci .... Tomaš
- Spiknutí .... Robert Hacken

### National theatre
- The Playboy of the Western World .... Christy Mahon

### Playhouse, Ú.n.L.
- Shopping and Fucking .... Mark
- Hamlet .... Hamlet

## Filmografía
- Totem, tabu a andělé (1999) .... Jakub
- Primetime Murder (2000)
- Nikdo neměl diabetes (2001, película de televisión) .... Dr. Stanislav Misurec
- Únos domů (2002) .... pan Dlouhý
- Hodina tance a lásky (2003, película de televisión) .... Wolfgang "Wolfi" Weissmüller
- Město bez dechu (2003)
- Hop nebo trop (2003, serie de televisión) .... Mikuláš
- Vaterland - lovecký deník (2004) .... Vilém
- Redakce (2004-2005, serie de televisión) .... Kamil Fořt
- Ordinace v růžové zahradě (2005-2006, serie de televisión) .... MUDr. Michal Sebek
- Algo parecido a la felicidad (2005)
- Bouřlivě s tebou (2007)
- Černá sanitka (2008, serie de televisión) .... moderator
- Walking Too Fast (2009)
- Zeny v pokusení (2010)
- Head Hands Heart (2010) .... Teniente Heinrich Roth
- Doktor od lesa hrochů (2010)
- Cyril and Methodius: The Apostles of the Slavs (2013) .... Metodej
- Fair Play (2014) .... Kríz
- Já, Olga Hepnarová (2016) .... Vaverka
- Anthropoid (2016) .... Padre Petrek
- Jako z filmu (2017)